# The Test (film 1909)
The Test è un cortometraggio muto del 1909 diretto da David W. Griffith.

## Trama
Harry deve partire per un viaggio di lavoro. Lasciando la mogliettina, la rassicura sul suo amore, dicendole che porterà sempre con sé la sua foto. Per metterlo alla prova, Bessie gli sottrae la foto e quando lui le scrive una lettera dove le dice che sta guardando il suo ritratto, Bessie ha buon gioco nello sbugiardarlo. Harry guarda dentro la valigia e si accorge che la foto è sparita. Gli viene però l'idea di telegrafare a sua madre per farsi mandare la foto della moglie. Può così dimostrare a Bessie la sua innocenza e il suo amore.
Trama di Moving Picture World synopsis in (EN)  su IMDb

## Produzione
Prodotto dalla Biograph Company, il film - un cortometraggio di sei minuti - fu girato a Coytesville, New Jersey.

## Distribuzione
Distribuito dalla Biograph Company, il film uscì nelle sale cinematografiche statunitensi il 16 dicembre 1909. Nelle proiezioni, veniva programmato con il sistema dello split reel, accorpato in un'unica bobina con un altro cortometraggio di Griffith, In a Hempen Bag.
Copie del cortometraggio sono conservate negli archivi della Library of Congress e del Museum of Modern Art.